# Stephanie Wilson
Stephanie Diana Wilson (født 27. september 1966) er NASA astronaut og har har fløjet to rumfærgemissioner. Hun har været ansat som primær kommunikator med besætninger på rummissioner i "Mission Control". Før NASA var hun Ingeniør for en virksomhed der producerede Titan IV raketter.